# 포르투갈 국립도서관

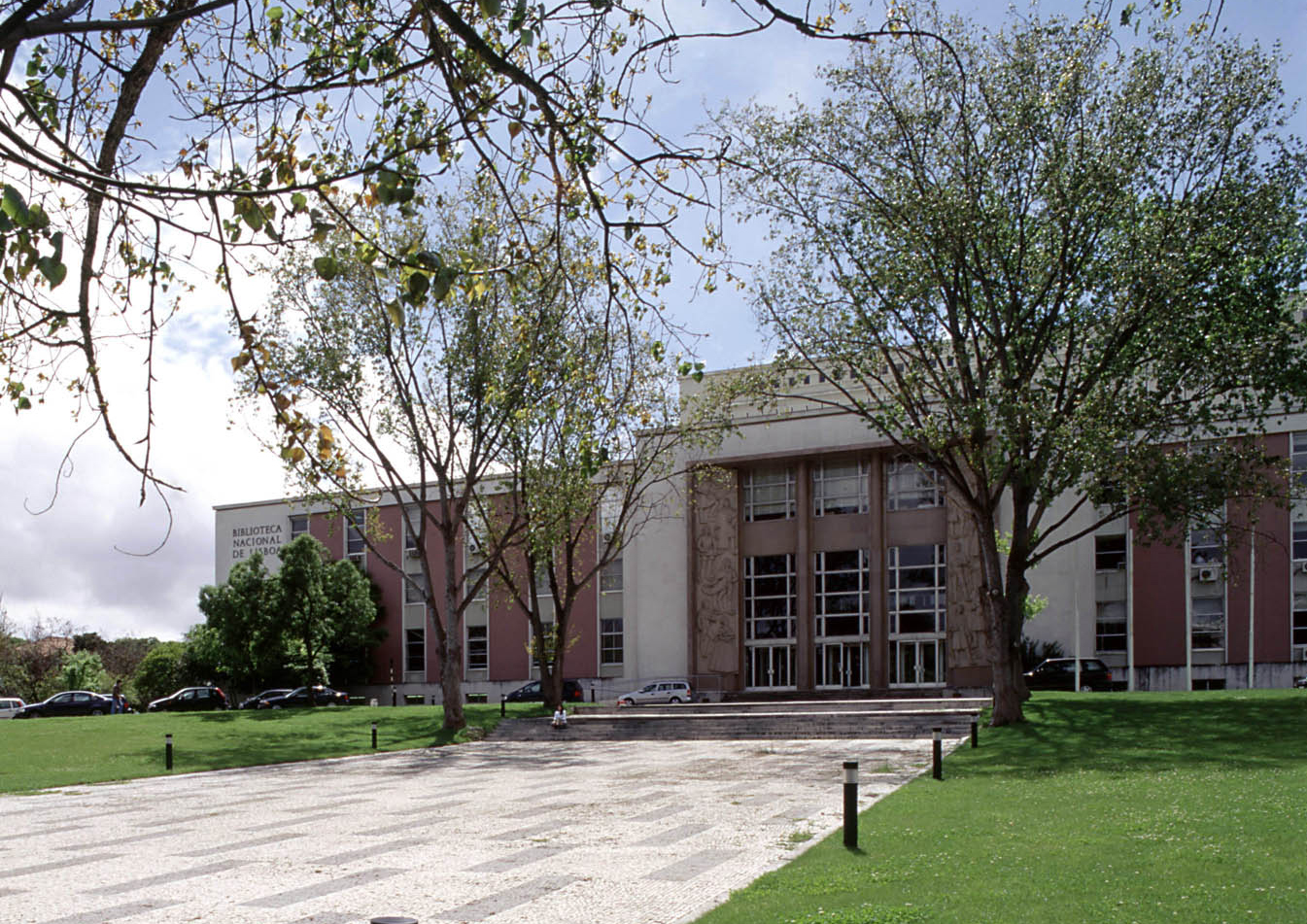
포르투갈 국립도서관

포르투갈 국립도서관(포르투갈어: Biblioteca Nacional de Portugal)은 포르투갈 리스본에 위치한 국립도서관이다.